# Walk on the Water
«Walk on the Water» —en español: «Caminar sobre el agua»— es una canción, segundo sencillo del álbum The Lost Get Found de la cantante cristiana Britt Nicole.
La canción es una balada pop cristiana que al ser lanzado en noviembre de 2009 alcanzó el puesto 14 en Los Billboard's Cristiano y el 1º puesto en las radios locales como Alabama

## Antecedentes
«Walk On The Water» está escrita por la cantante Britt Nicole, el escritor de sencillos Joshua Crosby y el productor de esta canción Dan Muckala

## Desempeño en las tablas
Para la semana que terminó el 16 de enero de 2010, «Walk On The Water» alcanzó el puesto N º 17 en el Hot Billboard canciones cristianas. Que permaneció en las listas de 23 canciones semanales.
Esta también fue N º 1 en Radio y Records Gráfico cristiano CHR.

### Posiciones
| Estado de Estados Unidos | Posición | Número de Semanas |
| ------------------------ | -------- | ----------------- |
| Alabama                  | 1.er     | 5 semanas         |
| Georgia                  | 3.er     | 2 semanas         |
| Hawái                    | 4        | 1 semana          |
| Ottawa                   | 5        | 1 semana          |

### Descarga digital
Walk on the water